# America's Cup 2007
L'America's Cup 2007 è stata la trentaduesima edizione dell'America's Cup. Si è svolta dal 23 giugno al 3 luglio nel mare di Valencia, Spagna.
Il sindacato svizzero di Alinghi, in qualità di defender, è stato sfidato dal team neozelandese Emirates Team New Zealand, in qualità di vincitore della Louis Vuitton Cup 2007, e ha vinto la sua seconda America's Cup consecutiva per 5 a 2, con la regata conclusiva vinta dall'imbarcazione di Ernesto Bertarelli sul filo di lana.

## La competizione
Il luogo in cui si è svolta la competizione, Valencia, era stato annunciato il 27 novembre 2003: si è trattato della prima volta dall'istituzione del trofeo (risalente a oltre centocinquant'anni fa) che le regate si sono svolte in Europa.
Il 29 aprile 2005 - alla scadenza del termine entro cui era possibile presentarsi in qualità di challenger - undici squadre, in rappresentanza di nove diverse nazioni, avevano annunciato formalmente la loro sfida al defender.
Normalmente le acque nelle quali si svolge la sfida per l'assegnazione del trofeo sono quelle della nazione ospitante ovvero della squadra che ha vinto il trofeo nell'edizione precedente; dal momento però che il defender Alinghi rappresenta la Svizzera e che quest'ultima non ha sbocchi sul mare, è stata indetta un'asta (cui ha partecipato anche l'Italia con la candidatura di Napoli) al termine della quale è stata scelta la città di Valencia: ciò nonostante, le regate valide per l'assegnazione dei punti bonus per la Louis Vuitton Cup si sono svolte alternativamente a Malmö, in Svezia, a Marsiglia e a Trapani, oltre che presso la città spagnola.
Il 6 giugno 2007 il sindacato Emirates Team New Zealand, superando Luna Rossa Challenge nella finale della Louis Vuitton Cup, si era guadagnata il diritto di sfidare il defender per la trentaduesima America's Cup.

## Louis Vuitton Acts

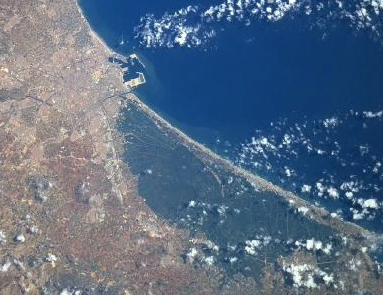
Vista satellitare della baia di Valencia dove si sono svolte le regate

Al fine di stabilire quale tra gli undici challenger sfiderà Alinghi per la conquista del trofeo, sono state indette dapprima delle regate preliminari, dette Louis Vuitton Acts, a seguito delle quali si sarebbe svolta la Louis Vuitton Cup: il vincitore di quest'ultima sarebbe stato decretato lo sfidante. In tutto gli atti sono stati tredici, dei quali i primi tre non assegnavano punti (non a caso il termine delle iscrizioni è seguito prima dell'inizio del quarto act). I Louis Vuitton Acts si sono protratti dal 2004 fino a marzo 2007, definendo così una classifica generale utile per l'assegnazione dei punti bonus validi per la Louis Vuitton Cup 2007, che ha avuto luogo dal 16 aprile al 23 aprile 2007.
Agli acts ha partecipato anche Alinghi, cui ovviamente non spettava alcun punto bonus, il quale ha tuttavia avuto modo di dimostrare la sua superiorità, vincendone 8 su 13. La classifica generale, detta Louis Vuitton Ranking, ha visto prevalere Emirates Team New Zealand, che ha guadagnato così quattro punti bonus validi per la Louis Vuitton Cup.
| Pos | Squadra                      | Pt  | Bonus |
| --- | ---------------------------- | --- | ----- |
| 1   | Emirates Team New Zealand    | 158 | 4     |
| 2   | BMW Oracle                   | 147 | 3     |
| 3   | Luna Rossa                   | 145 | 3     |
| 4   | Desafío Español              | 106 | 3     |
| 5   | Mascalzone Latino            | 103 | 2     |
| 6   | Victory Challenge            | 83  | 2     |
| 7   | Team Shosholoza              | 73  | 2     |
| 8   | Areva Challenge              | 72  | 1     |
| 9   | +39 Challenge                | 66  | 2     |
| 10  | United Internet Team Germany | 42  | 1     |
| 11  | China Team                   | 18  | 1     |

1. ↑  +39 Challenge ha ricevuto un punto bonus in più per decisione della giuria.[2]

## Louis Vuitton Cup

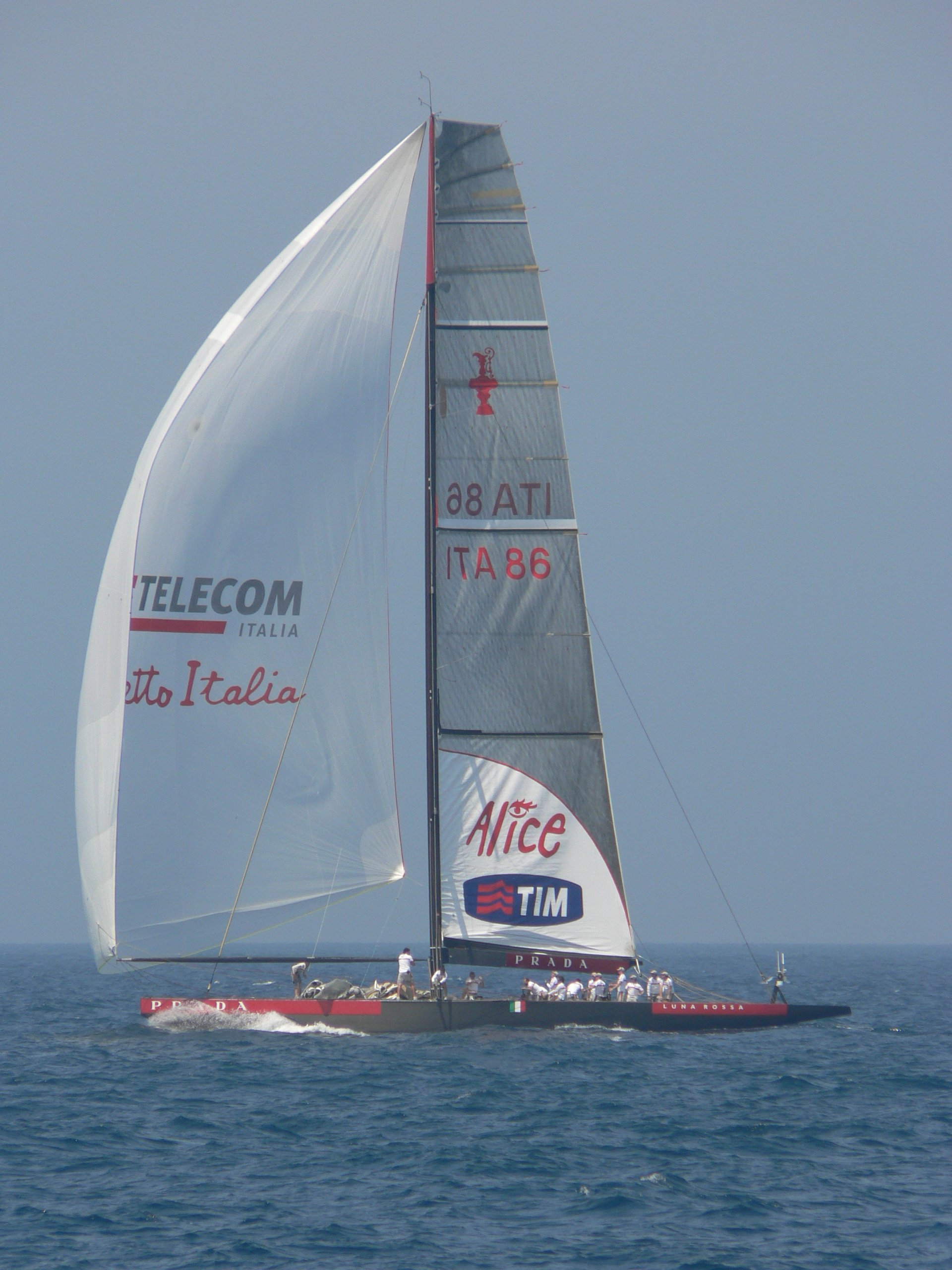
Luna Rossa durante una delle regate dei Louis Vuitton Acts

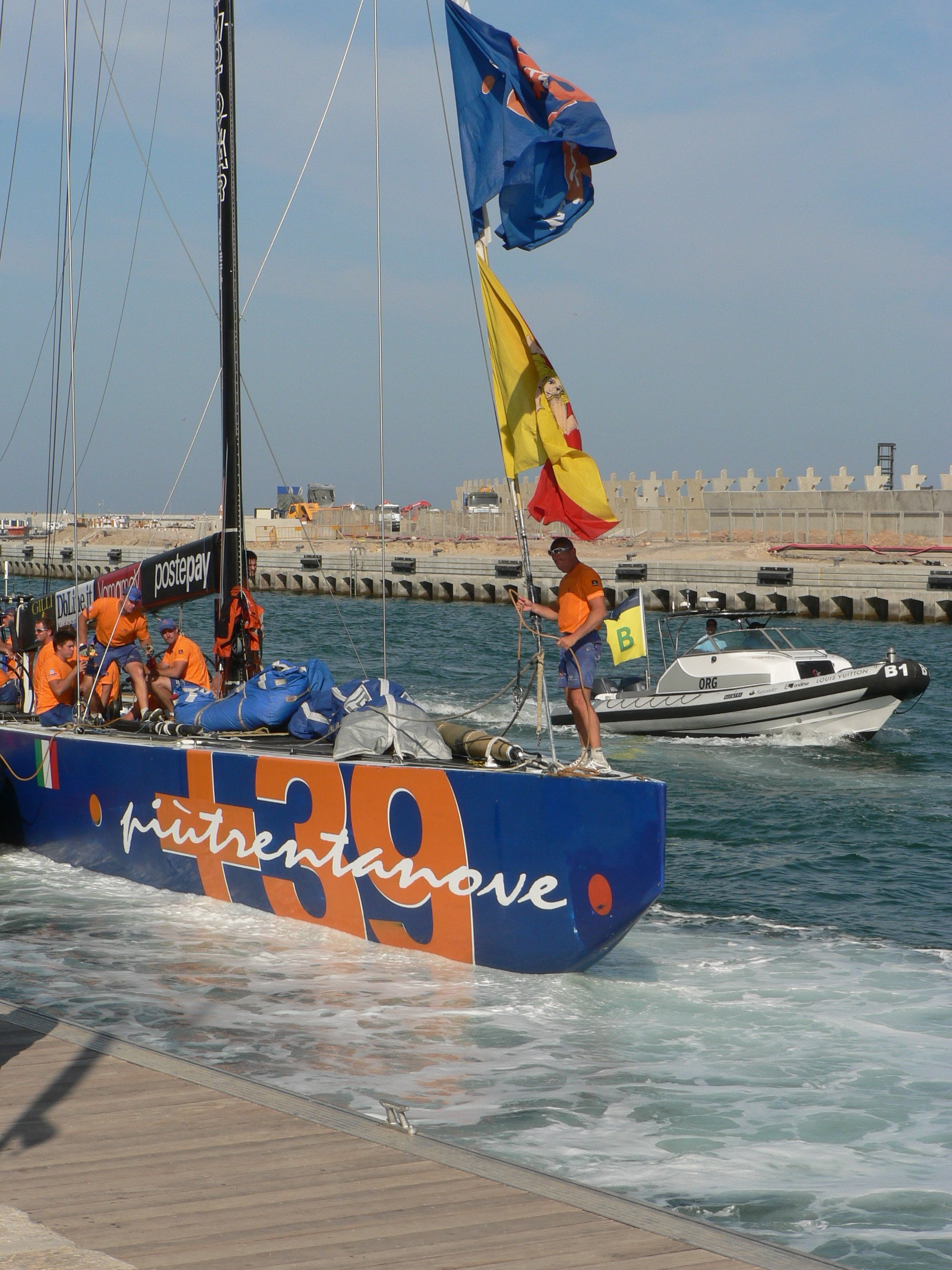
+39 nel porto di Trapani durante uno dei Luis Vuitton Acts

La Louis Vuitton Cup prevede una formula di due match race (Round Robin 1 e Round Robin 2) tra ogni coppia di team sfidanti, a seguito dei quali i primi 4 classificati accedono alle semifinali e a seguire la finale, da cui chi uscirà vincitore avrà diritto di sfidare il defender per la Coppa America. Per ogni regata dei due Round Robin il vincitore si aggiudica 2 punti, da sommare a quelli bonus già accumulati negli atti che hanno preceduto la Louis Vuitton Cup.

### Round Robin

#### Round Robin 1
Le regate previste per i giorni 16, 17, 18, 19, 21 e 23 di aprile sono state posticipate per insufficienza di vento. Per lo stesso motivo il 27 aprile sono state disputate unicamente le gare previste per il campo nord (campo Romeo). Al termine del Round Robin 1 la classifica è guidata dal team statunitense BMW Oracle Racing, imbattuto fino alla penultima regata, seguito da Luna Rossa Challenge, che ha registrato due sconfitte, e da Emirates Team New Zealand, un punto avanti a Desafío Español pur avendo entrambe incassato tre sole sconfitte (Team New Zealand gode infatti di un punto bonus in più in virtù dei Louis Vuitton Acts).
| Flight 1 - 20 aprile 2007      |                                    |                     |                           |  |          |
| Imbarcazione azzurra           | Imbarcazione azzurra               | Imbarcazione gialla | Imbarcazione gialla       |  | Distacco |
| ITA 99                         | Mascalzone Latino - Capitalia Team | NZL 92              | Emirates Team New Zealand |  | 00:15    |
| ITA 85                         | +39 Challenge                      | FRA 93              | Areva Challenge           |  | 01:09    |
| GER 89                         | United Internet Team Germany       | USA 98              | BMW Oracle Racing         |  | 02:00    |
| RSA 83                         | Team Shosholoza                    | SWE 96              | Victory Challenge         |  | 00:46    |
| CHN 95                         | China Team                         | ITA 94              | Luna Rossa Challenge      |  | 02:07    |
| Riposa: ESP 97 Desafío Español |                                    |                     |                           |  |          |

| Flight 2 - 20 aprile 2007                |                                  |                     |                      |  |          |
| Imbarcazione azzurra                     | Imbarcazione azzurra             | Imbarcazione gialla | Imbarcazione gialla  |  | Distacco |
| ESP 97                                   | Desafío Español                  | ITA 85              | +39 Challenge        |  | 02:45    |
| ITA 99                                   | Mascalzone Latino-Capitalia Team | FRA 93              | Areva Challenge      |  | 01:41    |
| GER 89                                   | United Internet Team Germany     | RSA 83              | Team Shosholoza      |  | 01:10    |
| CHN 95                                   | China Team                       | USA 98              | BMW Oracle Racing    |  | 01:09    |
| SWE 96                                   | Victory Challenge                | ITA 94              | Luna Rossa Challenge |  | 01:07    |
| Riposa: NZL 92 Emirates Team New Zealand |                                  |                     |                      |  |          |

| Flight 3 - 22 aprile 2007                       |                           |                     |                              |  |          |
| Imbarcazione azzurra                            | Imbarcazione azzurra      | Imbarcazione gialla | Imbarcazione gialla          |  | Distacco |
| ITA 94                                          | Luna Rossa Challenge      | GER 89              | United Internet Team Germany |  | 00:50    |
| SWE 96                                          | Victory Challenge         | CHN 95              | China Team                   |  | 03:50    |
| USA 98                                          | BMW Oracle Racing         | RSA 83              | Team Shosholoza              |  | 00:47    |
| FRA 93                                          | Areva Challenge           | ESP 97              | Desafío Español              |  | 02:06    |
| NZL 92                                          | Emirates Team New Zealand | ITA 85              | +39 Challenge                |  | 02:41    |
| Riposa: ITA 99 Mascalzone Latino-Capitalia Team |                           |                     |                              |  |          |

| Flight 4 - 24 aprile 2007    |                              |                     |                                  |  |          |
| Imbarcazione azzurra         | Imbarcazione azzurra         | Imbarcazione gialla | Imbarcazione gialla              |  | Distacco |
| GER 89                       | United Internet Team Germany | CHN 95              | China Team                       |  | 04:01    |
| RSA 83                       | Team Shosholoza              | ITA 94              | Luna Rossa Challenge             |  | 00:36    |
| SWE 96                       | Victory Challenge            | USA 98              | BMW Oracle Racing                |  | 01:18    |
| FRA 93                       | Areva Challenge              | NZL 92              | Emirates Team New Zealand        |  | 01:55    |
| ESP 97                       | Desafío Español              | ITA 99              | Mascalzone Latino-Capitalia Team |  | 00:39    |
| Riposa: ITA 85 +39 Challenge |                              |                     |                                  |  |          |

| Flight 5 - 24 aprile 2007      |                           |                     |                                  |  |          |
| Imbarcazione azzurra           | Imbarcazione azzurra      | Imbarcazione gialla | Imbarcazione gialla              |  | Distacco |
| ITA 94                         | Luna Rossa Challenge      | USA 98              | BMW Oracle Racing                |  | 00:06    |
| CHN 95                         | China Team                | RSA 83              | Team Shosholoza                  |  | 02:05    |
| SWE 96                         | Victory Challenge         | GER 89              | United Internet Team Germany     |  | 00:56    |
| NZL 92                         | Emirates Team New Zealand | ESP 97              | Desafío Español                  |  | 01:12    |
| ITA 85                         | + 39 Challange            | ITA 99              | Mascalzone Latino-Capitalia Team |  | 01:12    |
| Riposa: FRA 93 Areva Challenge |                           |                     |                                  |  |          |

| Flight 6 - 25 aprile 2007        |                              |                     |                                  |  |          |
| Imbarcazione azzurra             | Imbarcazione azzurra         | Imbarcazione gialla | Imbarcazione gialla              |  | Distacco |
| CHN 95                           | China Team                   | ESP 97              | Desafío Español                  |  | 02:01    |
| RSA 83                           | Team Shosholoza              | NZL 92              | Emirates Team New Zealand        |  | 1:23     |
| FRA 93                           | Areva Challenge              | ITA 94              | Luna Rossa Challenge             |  | 00:33    |
| GER 89                           | United Internet Team Germany | ITA 99              | Mascalzone Latino-Capitalia Team |  | 00:24    |
| ITA 85                           | + 39 Challange               | SWE 96              | Victory Challenge                |  | 00:55    |
| Riposa: USA 98 BMW Oracle Racing |                              |                     |                                  |  |          |

| Flight 7 - 25 aprile 2007        |                                  |                     |                           |  |          |
| Imbarcazione azzurra             | Imbarcazione azzurra             | Imbarcazione gialla | Imbarcazione gialla       |  | Distacco |
| USA 98                           | BMW Oracle Racing                | FRA 93              | Areva Challenge           |  | 02:54    |
| ITA 94                           | Luna Rossa Challenge             | ITA 85              | + 39 Challange            |  | 01:22    |
| GER 89                           | United Internet Team Germany     | NZL 92              | Emirates Team New Zealand |  | 01:03    |
| ITA 99                           | Mascalzone Latino-Capitalia Team | CHN 95              | China Team                |  | 00:00    |
| ESP 97                           | Desafío Español                  | RSA 83              | Team Shosholoza           |  | 00:57    |
| Riposa: SWE 96 Victory Challenge |                                  |                     |                           |  |          |

| Flight 8 - 26 aprile 2007           |                                  |                     |                              |  |          |
| Imbarcazione azzurra                | Imbarcazione azzurra             | Imbarcazione gialla | Imbarcazione gialla          |  | Distacco |
| ESP 97                              | Desafío Español                  | GER 89              | United Internet Team Germany |  | 00:52    |
| SWE 96                              | Victory Challenge                | FRA 93              | Areva Challenge              |  | 00:05    |
| CHN 95                              | China Team                       | NZL 92              | Emirates Team New Zealand    |  | 00:00    |
| ITA 99                              | Mascalzone Latino-Capitalia Team | RSA 83              | Team Shosholoza              |  | 01:56    |
| USA 98                              | BMW Oracle Racing                | ITA 85              | + 39 Challange               |  | 02:14    |
| Riposa: ITA 94 Luna Rossa Challenge |                                  |                     |                              |  |          |

| Flight 9 - 26 aprile 2007                   |                           |                     |                                  |  |          |
| Imbarcazione azzurra                        | Imbarcazione azzurra      | Imbarcazione gialla | Imbarcazione gialla              |  | Distacco |
| ESP 97                                      | Desafío Español           | SWE 96              | Victory Challenge                |  | 00:35    |
| NZL 92                                      | Emirates Team New Zealand | ITA 94              | Luna Rossa Challenge             |  | 00:48    |
| FRA 93                                      | Areva Challenge           | CHN 95              | China Team                       |  | 00:00    |
| RSA 83                                      | Team Shosholoza           | ITA 85              | + 39 Challange                   |  | 00:26    |
| USA 98                                      | BMW Oracle Racing         | ITA 99              | Mascalzone Latino-Capitalia Team |  | 01:38    |
| Riposa: GER 89 United Internet Team Germany |                           |                     |                                  |  |          |

| Flight 10 - 27 e 28 aprile 2007 |                           |                     |                                  |  |          |
| Imbarcazione azzurra            | Imbarcazione azzurra      | Imbarcazione gialla | Imbarcazione gialla              |  | Distacco |
| FRA 93                          | Areva Challenge           | GER 89              | United Internet Team Germany     |  | 01:09    |
| ITA 85                          | + 39 Challange            | CHN 95              | China Team                       |  | 00:00    |
| ITA 94                          | Luna Rossa Challenge      | ITA 99              | Mascalzone Latino-Capitalia Team |  | 00:49    |
| NZL 92                          | Emirates Team New Zealand | SWE 96              | Victory Challenge                |  | 01:42    |
| USA 98                          | BMW Oracle Racing         | ESP 97              | Desafío Español                  |  | 01:00    |
| Riposa: RSA 83 Team Shosholoza  |                           |                     |                                  |  |          |

| Flight 11 - 27 e 28 aprile 2007 |                                  |                     |                              |  |          |
| Imbarcazione azzurra            | Imbarcazione azzurra             | Imbarcazione gialla | Imbarcazione gialla          |  | Distacco |
| ITA 85                          | + 39 Challange                   | GER 89              | United Internet Team Germany |  | 00:57    |
| RSA 83                          | Team Shosholoza                  | FRA 93              | Areva Challenge              |  | 00:00    |
| ITA 99                          | Mascalzone Latino-Capitalia Team | SWE 96              | Victory Challenge            |  | 00:28    |
| ITA 94                          | Luna Rossa Challenge             | ESP 97              | Desafío Español              |  | 00:37    |
| NZL 92                          | Emirates Team New Zealand        | USA 98              | BMW Oracle Racing            |  | 00:38    |
| Riposa: CHN 95 China Team       |                                  |                     |                              |  |          |

#### Round Robin 2

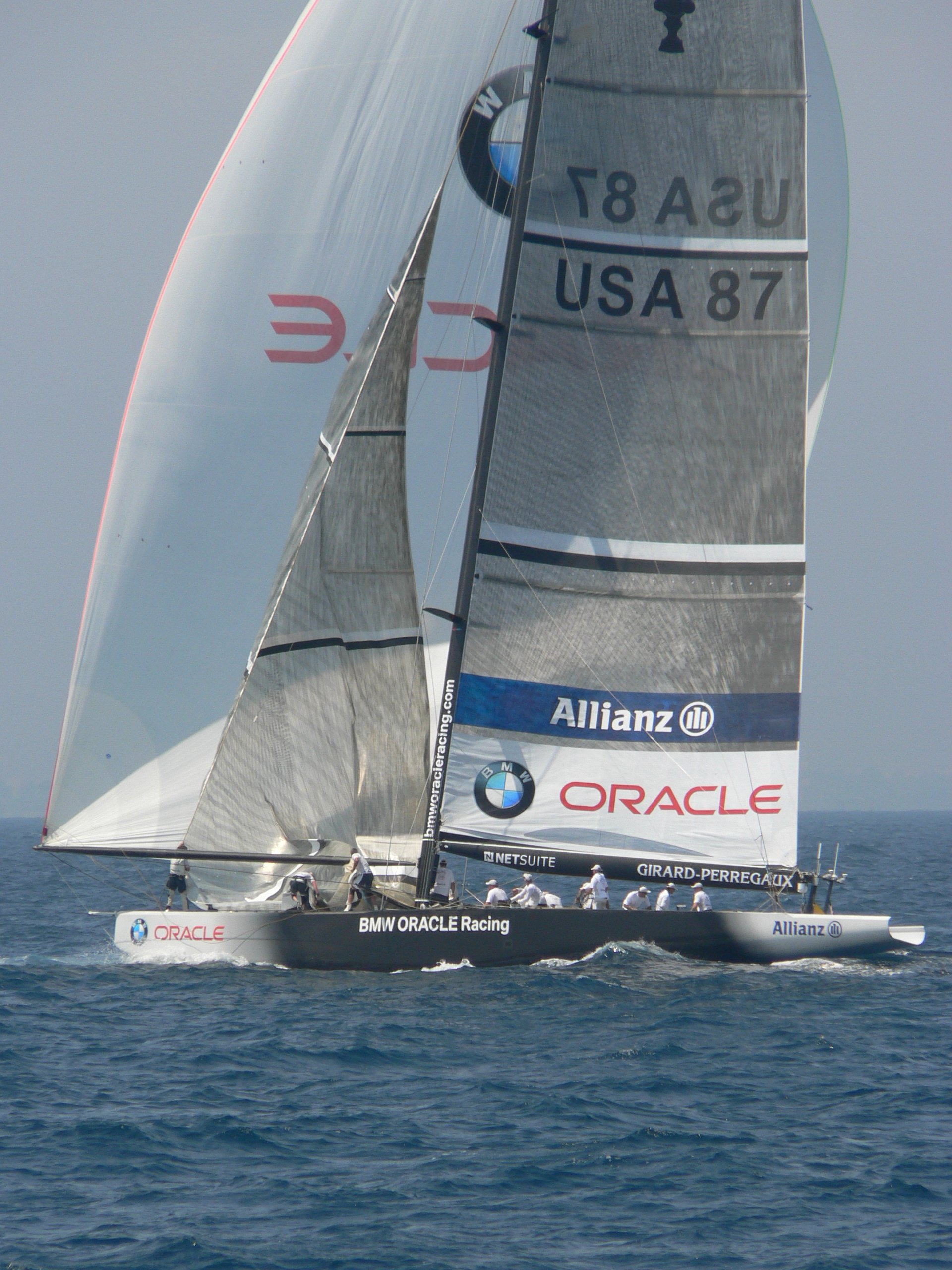
BMW Oracle Racing in gara sul mare di Valencia

A causa dei ritardi causati dall'assenza di vento le settimane precedenti, l'inizio del Round Robin 2, che era previsto per il 23 aprile, è stato slittato al 29 aprile, senza quindi concedere giorni di pausa ai team regatanti. Al termine la classifica ha subito notevoli cambiamenti, con il primo posto di Team New Zealand e il quarto di Desafio Espanol e lo slittamento di Mascalzone Latino al sesto.
| Flight 1 - 29 aprile 2007      |                           |                     |                                    |  |          |
| Imbarcazione azzurra           | Imbarcazione azzurra      | Imbarcazione gialla | Imbarcazione gialla                |  | Distacco |
| USA 98                         | BMW Oracle Racing         | GER 89              | United Internet Team Germany       |  | 3:17     |
| SWE 96                         | Victory Challenge         | RSA 83              | Team Shosholoza                    |  | 1:11     |
| ITA 94                         | Luna Rossa Challenge      | CHN 95              | China Team                         |  | 2:57     |
| NZL 92                         | Emirates Team New Zealand | ITA 99              | Mascalzone Latino - Capitalia Team |  | 00:25    |
| FRA 93                         | Areva Challenge           | ITA 85              | +39 Challenge                      |  | 1:11     |
| Riposa: ESP 97 Desafío Español |                           |                     |                                    |  |          |

| Flight 2 - 30 aprile 2007                |                      |                     |                                  |  |          |
| Imbarcazione azzurra                     | Imbarcazione azzurra | Imbarcazione gialla | Imbarcazione gialla              |  | Distacco |
| ITA 85                                   | +39 Challenge        | ESP 97              | Desafío Español                  |  | 0:01     |
| FRA 93                                   | Areva Challenge      | ITA 99              | Mascalzone Latino-Capitalia Team |  | 2:06     |
| RSA 83                                   | Team Shosholoza      | GER 89              | United Internet Team Germany     |  | 01:23    |
| USA 98                                   | BMW Oracle Racing    | CHN 95              | China Team                       |  | 3:15     |
| ITA 94                                   | Luna Rossa Challenge | SWE 96              | Victory Challenge                |  | 00:27    |
| Riposa: NZL 92 Emirates Team New Zealand |                      |                     |                                  |  |          |

| Flight 3 - 2 maggio 2007                        |                              |                     |                           |  |          |
| Imbarcazione azzurra                            | Imbarcazione azzurra         | Imbarcazione gialla | Imbarcazione gialla       |  | Distacco |
| ESP 97                                          | Desafío Español              | FRA 93              | Areva Challenge           |  | 00:30    |
| ITA 85                                          | +39 Challenge                | NZL 92              | Emirates Team New Zealand |  | 00:45    |
| GER 89                                          | United Internet Team Germany | ITA 94              | Luna Rossa Challenge      |  | 01:02    |
| CHN 95                                          | China Team                   | SWE 96              | Victory Challenge         |  | 11:49    |
| RSA 83                                          | Team Shosholoza              | USA 98              | BMW Oracle Racing         |  | 00:45    |
| Riposa: ITA 99 Mascalzone Latino-Capitalia Team |                              |                     |                           |  |          |

| Flight 4 - 2 maggio 2007      |                                  |                     |                              |       |          |
| Imbarcazione azzurra          | Imbarcazione azzurra             | Imbarcazione gialla | Imbarcazione gialla          |       | Distacco |
| ITA 99                        | Mascalzone Latino-Capitalia Team | ESP 97              | Desafío Español              | [ 7 ] | [ 7 ]    |
| ITA 94                        | Luna Rossa Challenge             | RSA 83              | Team Shosholoza              |       | 00:25    |
| CHN 95                        | China Team                       | GER 89              | United Internet Team Germany |       | 02:16    |
| SWE 96                        | Victory Challenge                | USA 98              | BMW Oracle Racing            |       | 00:14    |
| NZL 92                        | Emirates Team New Zealand        | FRA 93              | Areva Challenge              |       | 01:55    |
| Riposa: ITA 85 + 39 Challange |                                  |                     |                              |       |          |

| Flight 5 - 4 maggio 2007       |                                  |                     |                           |  |          |
| Imbarcazione azzurra           | Imbarcazione azzurra             | Imbarcazione gialla | Imbarcazione gialla       |  | Distacco |
| GER 89                         | United Internet Team Germany     | SWE 96              | Victory Challenge         |  | 01:18    |
| USA 98                         | BMW Oracle Racing                | ITA 94              | Luna Rossa Challenge      |  | 00:19    |
| ITA 99                         | Mascalzone Latino-Capitalia Team | ITA 85              | + 39 Challange            |  | 02:07    |
| RSA 83                         | Team Shosholoza                  | CHN 95              | China Team                |  | 02:01    |
| ESP 97                         | Desafío Español                  | NZL 92              | Emirates Team New Zealand |  | 00:43    |
| Riposa: FRA 93 Areva Challenge |                                  |                     |                           |  |          |

| Flight 6 - 4 maggio 2007         |                                    |                     |                              |  |          |
| Imbarcazione azzurra             | Imbarcazione azzurra               | Imbarcazione gialla | Imbarcazione gialla          |  | Distacco |
| ITA 94                           | Luna Rossa Challange               | FRA 93              | Areva Challenge              |  | 01:16    |
| ITA 99                           | Mascalzone Latino - Capitalia Team | GER 89              | United Internet Team Germany |  | 00:34    |
| SWE 96                           | Victory Challange                  | ITA 85              | + 39 Challange               |  | 01:03    |
| ESP 97                           | Desafío Español 2007               | CHN 95              | China Team                   |  | 03:45    |
| NZL 92                           | Emirates Team New Zealand          | RSA 83              | Team Shosholoza              |  | 00:29    |
| Riposa: USA 98 BMW Oracle Racing |                                    |                     |                              |  |          |

| Flight 7 - 5 maggio 2007         |                           |                     |                                    |  |          |
| Imbarcazione azzurra             | Imbarcazione azzurra      | Imbarcazione gialla | Imbarcazione gialla                |  | Distacco |
| ITA 94                           | China Team                | FRA 93              | Mascalzone Latino - Capitalia Team |  | 02:22    |
| RSA 83                           | Team Shosholoza           | ESP 97              | Desafío Español 2007               |  | 00:47    |
| NZL 92                           | Emirates Team New Zealand | GER 89              | United Internet Team Germany       |  | 02:07    |
| FRA 93                           | AREVA Challenge           | USA 98              | BMW ORACLE Racing                  |  | 01:28    |
| ITA 85                           | +39 Challenge             | ITA 94              | Luna Rossa Challange               |  | 01:04    |
| Riposa: SWE 96 Victory Challange |                           |                     |                                    |  |          |

| Flight 4 - 5 maggio 2007            |                                    |                     |                                    |  |          |
| Imbarcazione azzurra                | Imbarcazione azzurra               | Imbarcazione gialla | Imbarcazione gialla                |  | Distacco |
| ITA 99                              | Mascalzone Latino - Capitalia Team | ESP 97              | Desafío Español 2007               |  | 00:35    |
| Flight 8 - 6 maggio 2007            |                                    |                     |                                    |  |          |
| Imbarcazione azzurra                | Imbarcazione azzurra               | Imbarcazione gialla | Imbarcazione gialla                |  | Distacco |
| GER 89                              | United Internet Team Germany       | ESP 97              | Desafío Español 2007               |  | 01:08    |
| RSA 83                              | Team Shosholoza                    | ITA 99              | Mascalzone Latino - Capitalia Team |  | 00:06    |
| NZL 92                              | Emirates Team New Zealand          | CHN 95              | China Team                         |  | 03:02    |
| FRA 93                              | AREVA Challenge                    | SWE 96              | Victory Challange                  |  | 00:35    |
| ITA 85                              | +39 Challenge                      | USA 98              | BMW Oracle Racing                  |  | 00:53    |
| Riposa: ITA 94 Luna Rossa Challange |                                    |                     |                                    |  |          |

| Flight 9 - 7 maggio 2007                    |                                    |                     |                           |  |          |
| Imbarcazione azzurra                        | Imbarcazione azzurra               | Imbarcazione gialla | Imbarcazione gialla       |  | Distacco |
| ITA 85                                      | +39 Challenge                      | RSA 83              | Team Shosholoza           |  | 00:50    |
| CHN 95                                      | China Team                         | FRA 93              | AREVA Challange           |  | 03:03    |
| ITA 99                                      | Mascalzone Latino - Capitalia Team | USA 98              | BMW ORACLE Racing         |  | 00:57    |
| SWE 96                                      | Victory Challange                  | ESP 97              | Desafío Español 2007      |  | 00:07    |
| ITA 94                                      | Luna Rossa Challenge               | NZL 92              | Emirates Team New Zealand |  | 00:36    |
| Riposa: GER 89 United Internet Team Germany |                                    |                     |                           |  |          |

| Flight 10 - 8 maggio 2007      |                                    |                     |                           |  |          |
| Imbarcazione azzurra           | Imbarcazione azzurra               | Imbarcazione gialla | Imbarcazione gialla       |  | Distacco |
| CHN 95                         | China Team                         | ITA 85              | +39 Challenge             |  | 01:57    |
| GER 89                         | United Internet Team Germany       | FRA 93              | AREVA Challange           |  | 00:35    |
| ITA 99                         | Mascalzone Latino - Capitalia Team | ITA 94              | Luna Rossa Challenge      |  | 00:07    |
| SWE 96                         | Victory Challange                  | NZL 92              | Emirates Team New Zealand |  | 00:34    |
| ESP 97                         | Desafío Español 2007               | USA 98              | BMW ORACLE Racing         |  | 00:55    |
| Riposa: RSA 83 Team Shosholoza |                                    |                     |                           |  |          |

| Flight 11 - 9 maggio 2007 |                              |                     |                                    |  |          |
| Imbarcazione azzurra      | Imbarcazione azzurra         | Imbarcazione gialla | Imbarcazione gialla                |  | Distacco |
| SWE 96                    | Victory Challange            | ITA 99              | Mascalzone Latino - Capitalia Team |  | 00:38    |
| ESP 97                    | Desafío Español 2007         | ITA 94              | Luna Rossa Challange               |  | 01:54    |
| USA 98                    | BMW ORACLE Racing            | NZL 92              | Emirates Team New Zealand          |  | 01:34    |
| GER 89                    | United Internet Team Germany | ITA 85              | +39 Challenge                      |  | 00:30    |
| FRA 93                    | AREVA Challenge              | RSA 83              | Team Shosholoza                    |  | 00:14    |
| Riposa: CHN 95 China Team |                              |                     |                                    |  |          |

#### Classifica dopo i Round Robin 1 e 2
| Pos | Squadra                      | G  | V  | P  | RR1 | RR2 | BP | Pt | Risultato                        |
| --- | ---------------------------- | -- | -- | -- | --- | --- | -- | -- | -------------------------------- |
| 1   | Emirates Team New Zealand    | 20 | 17 | 3  | 14  | 20  | 4  | 38 | Qualificate alla fase successiva |
| 2   | BMW Oracle                   | 20 | 17 | 3  | 18  | 16  | 3  | 37 | Qualificate alla fase successiva |
| 3   | Luna Rossa                   | 20 | 16 | 4  | 16  | 16  | 3  | 35 | Qualificate alla fase successiva |
| 4   | Desafío Español              | 20 | 13 | 7  | 14  | 12  | 3  | 29 | Qualificate alla fase successiva |
| 5   | Victory Challenge            | 20 | 12 | 8  | 12  | 12  | 2  | 26 |                                  |
| 6   | Mascalzone Latino            | 20 | 10 | 10 | 12  | 8   | 2  | 22 |                                  |
| 7   | Team Shosholoza              | 20 | 9  | 11 | 10  | 8   | 2  | 20 |                                  |
| 8   | Areva Challenge              | 20 | 8  | 12 | 8   | 8   | 1  | 17 |                                  |
| 9   | +39 Challenge                | 20 | 5  | 15 | 4   | 6   | 2  | 12 |                                  |
| 10  | United Internet Team Germany | 20 | 2  | 18 | 2   | 2   | 1  | 5  |                                  |
| 11  | China Team                   | 20 | 1  | 19 | 0   | 2   | 1  | 3  |                                  |

### Semifinali
I migliori quattro challenger alla fine dei due Round Robin avanzano alle semifinali. Il primo in classifica sceglie contro chi degli altri tre disputare le semifinali; Emirates Team New Zealand giunto primo ha scelto gli spagnoli di Desafìo e quindi Luna Rossa gareggerà in semifinale contro BMW Oracle Racing. Le semifinali della Luis Vuitton Cup 2007 si sono disputate dal 14 al 25 maggio sempre nel mare di Valencia.
Le sfide sono state fra Emirates Team New Zealend contro Desafío Español 2007 e Luna Rossa Challenge contro gli statunitensi di BMW Oracle Racing. Al meglio delle nove regate, il primo challenger a guadagnare cinque punti avanza alla finale della Louis Vuitton Cup; ad ogni vittoria viene assegnato un punto. Hanno prevalso, rispettivamente, neozelandesi e italiani, che si incontreranno dunque in finale.
| Imbarcazione azzurra      | Imbarcazione azzurra      | Imbarcazione gialla | Imbarcazione gialla       |  | Distacco |
| ------------------------- | ------------------------- | ------------------- | ------------------------- |  | -------- |
| Regata 1 - 14 maggio 2007 |                           |                     |                           |  |          |
| USA 98                    | BMW Oracle Racing         | ITA 94              | Luna Rossa Challenge      |  | 02:19    |
| ESP 97                    | Desafío Español 2007      | NZL 92              | Emirates Team New Zealand |  | 00:43    |
| Regata 2 - 15 maggio 2007 |                           |                     |                           |  |          |
| NZL 92                    | Emirates Team New Zealand | ESP 97              | Desafío Español 2007      |  | 00:40    |
| ITA 94                    | Luna Rossa Challenge      | USA 98              | BMW Oracle Racing         |  | 00:13    |
| Regata 3 - 16 maggio 2007 |                           |                     |                           |  |          |
| ESP 97                    | Desafío Español 2007      | NZL 92              | Emirates Team New Zealand |  | 01:14    |
| USA 98                    | BMW Oracle Racing         | ITA 94              | Luna Rossa Challenge      |  | 00:31    |
| Regata 4 - 18 maggio 2007 |                           |                     |                           |  |          |
| ITA 94                    | Luna Rossa Challenge      | USA 98              | BMW Oracle Racing         |  | 00:23    |
| NZL 92                    | Emirates Team New Zealand | ESP 97              | Desafío Español 2007      |  | 00:42    |
| Regata 5 - 19 maggio 2007 |                           |                     |                           |  |          |
| USA 98                    | BMW Oracle Racing         | ITA 94              | Luna Rossa Challenge      |  | 1:57     |
| ESP 97                    | Desafío Español 2007      | NZL 92              | Emirates Team New Zealand |  | 1:49     |
| Regata 6 - 20 maggio 2007 |                           |                     |                           |  |          |
| NZL 92                    | Emirates Team New Zealand | ESP 97              | Desafío Español 2007      |  | 00:15    |
| ITA 94                    | Luna Rossa Challenge      | USA 98              | BMW Oracle Racing         |  | 00:33    |
| Regata 7 - 23 maggio 2007 |                           |                     |                           |  |          |
| ESP 97                    | Desafío Español 2007      | NZL 92              | Emirates Team New Zealand |  | 01:18    |

| Team                      | Regata 1 | Regata 2 | Regata 3 | Regata 4 | Regata 5 | Regata 6 | Regata 7 | Totale |
| ------------------------- | -------- | -------- | -------- | -------- | -------- | -------- | -------- | ------ |
| Emirates Team New Zealand | 1        | 1        | 0        | 1        | 1        | 0        | 1        | 5      |
| Desafío Español           | 0        | 0        | 1        | 0        | 0        | 1        | 0        | 2      |

| Team       | Regata 1 | Regata 2 | Regata 3 | Regata 4 | Regata 5 | Regata 6 | Totale |
| ---------- | -------- | -------- | -------- | -------- | -------- | -------- | ------ |
| BMW Oracle | 0        | 1        | 0        | 0        | 0        | 0        | 1      |
| Luna Rossa | 1        | 0        | 1        | 1        | 1        | 1        | 5      |

### Finali
Le finali della Luis Vuitton Cup 2007 si sono disputate dal 1º al 12 giugno nel mare di Valencia.
La sfida tra Luna Rossa Challenge e Emirates Team New Zealand, che era al meglio delle nove regate, è stata vinta dai neozelandesi per 5-0. Team New Zealand, avendo vinto la Louis Vuitton Cup 2007, accede alla XXXII America's Cup, in cui sfiderà Alinghi.
| Imbarcazione azzurra      | Imbarcazione azzurra      | Imbarcazione gialla | Imbarcazione gialla       |  | Distacco |
| ------------------------- | ------------------------- | ------------------- | ------------------------- |  | -------- |
| Regata 1 - 1º giugno 2007 |                           |                     |                           |  |          |
| NZL 92                    | Emirates Team New Zealand | ITA 94              | Luna Rossa Challenge      |  | 00:08    |
| Regata 2 - 2 giugno 2007  |                           |                     |                           |  |          |
| ITA 94                    | Luna Rossa Challenge      | NZL 92              | Emirates Team New Zealand |  | 00:40    |
| Regata 3 - 3 giugno 2007  |                           |                     |                           |  |          |
| NZL 92                    | Emirates Team New Zealand | ITA 94              | Luna Rossa Challenge      |  | 01:38    |
| Regata 4 - 5 giugno 2007  |                           |                     |                           |  |          |
| ITA 94                    | Luna Rossa Challenge      | NZL 92              | Emirates Team New Zealand |  | 00:52    |
| Regata 5 - 6 giugno 2007  |                           |                     |                           |  |          |
| NZL 92                    | Emirates Team New Zealand | ITA 94              | Luna Rossa Challenge      |  | 00:22    |

|                           | Regata 1 | Regata 2 | Regata 3 | Regata 4 | Regata 5 |        |
| Team                      | 01.06    | 02.06    | 03.06    | 05.06    | 06.06    | Totale |
| ------------------------- | -------- | -------- | -------- | -------- | -------- | ------ |
| Emirates Team New Zealand | 1        | 1        | 1        | 1        | 1        | 5      |
| Luna Rossa                | 0        | 0        | 0        | 0        | 0        | 0      |

## XXXII America's Cup
La trentaduesima edizione della Coppa America si è svolta a partire dal 23 giugno e ha visto scontrarsi il defender Alinghi e il challenger, uscito vincitore dalla Louis Vuitton Cup 2007, Team Emirates New Zealand. La vittoria della Coppa delle 100 ghinee spetta nuovamente all'imbarcazione svizzera, che si è imposta per 5 regate a 2. L'ultimo incontro si è deciso il 3 luglio 2007, con Alinghi che taglia il traguardo con appena 1" su New Zealand (che ha dovuto anche scontare una penalità).

### Le regate

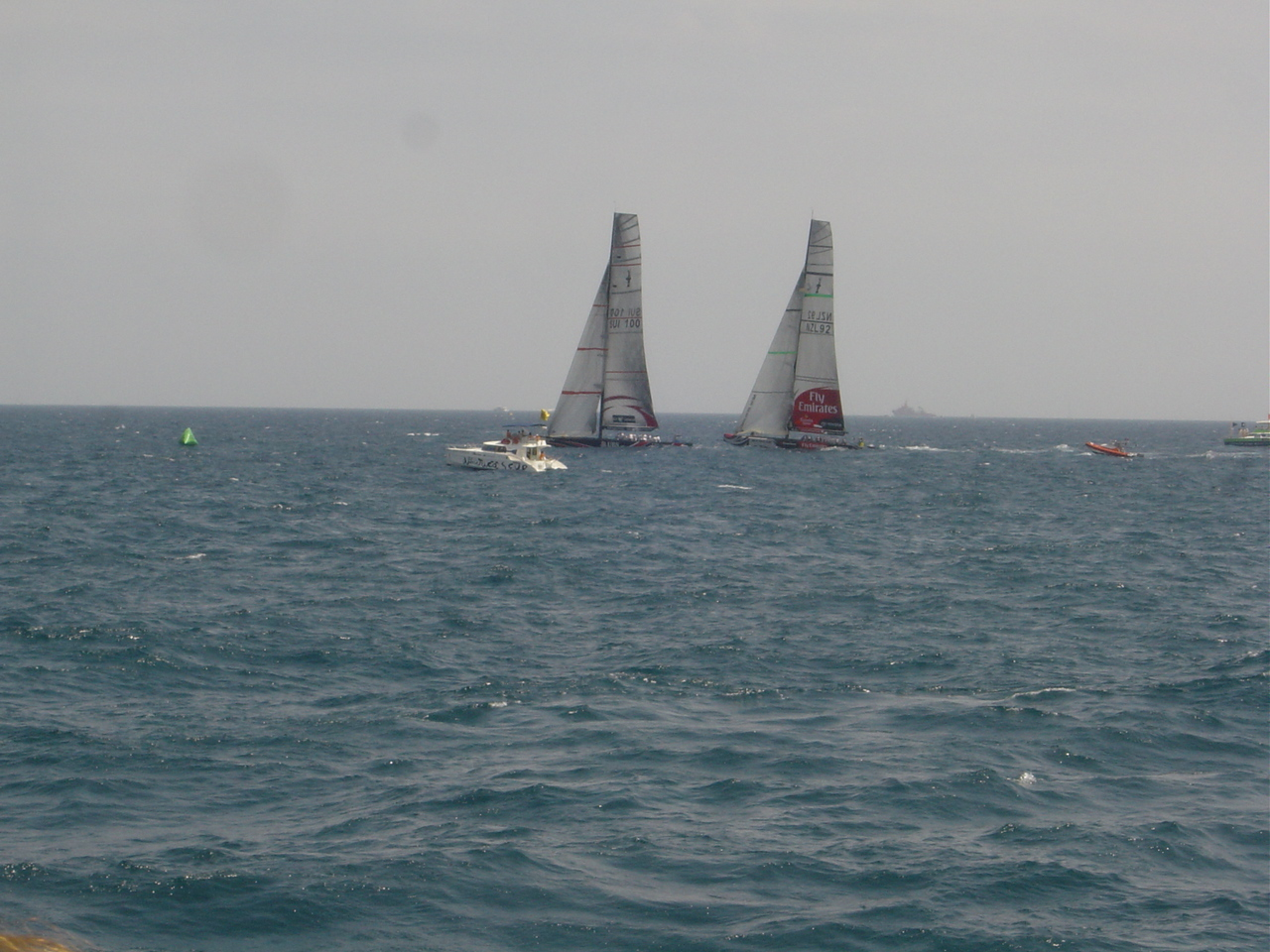
SUI 100 e NZL 92

La prima regata è partita regolarmente alle 15:00:00, con un vento stabile a 12 nodi e un mare agitato. Alinghi, dopo essere partita in leggerissimo ritardo, è rimasta in testa per tutta la gara, terminata alle 16:26:49. La prima regata ha permesso di farsi un'idea sulle prestazioni delle due barche, che sono molto simili.
La seconda regata è partita regolarmente alle 15:00:00, con un vento di 10 nodi; dopo una partenza aggressiva di New Zealand, Alinghi ha preso la testa della regata, ma a poco più di meta gara ha subito un "sorpasso" da parte di New Zealand a causa di un errore strategico. La gara è terminata alle 16:31:44.
La terza regata è partita dopo diversi rinvii, a causa del vento irregolare, 17:10:00. La gara è stata caratterizzata da vento irregolare e mare mosso, ciò ha portato New Zealand ad avere oltre 300 metri di vantaggio, recuperato da Alinghi tra la prima e la terza boa, dove Alinghi è passata in leggero vantaggio, ma vi è stato un ulteriore capovolgimento nell'ultima tratta. La gara è terminata alle 18:53:32.
La quarta regata è partita regolarmente alle 15:00:00, con mare mosso. Alinghi ha gestito in testa tutta la gara che si è conclusa alle 16:38:52.
A fine regata il comitato ha chiesto di far scendere la randa senza l'intervento di un uomo in testa all'albero. New Zealand ha effettuato direttamente la manovra mentre Alinghi ha fissato la vela per controllarne la discesa ed evitare eventuali danni alla stessa. Questa manovra ha dato la possibilità a New Zealand di effettuare una protesta. La giuria si è riunita il 28 giugno (giornata di riposo) e ha respinto il reclamo, i dettagli della decisione sono stati resi noti il giorno seguente. Sempre il 29 giugno, prima della quinta regata, Alinghi ha effettuato la manovra "incriminata" per dimostrare il buon funzionamento del sistema di distacco rapido.
La quinta regata è partita regolarmente alle 15:00:00, è stata caratterizzata da un vento superiore ai 14 nodi. New Zealand ha effettuato un'ottima partenza e prima tratta di bolina. Probabilmente al momento di issare lo spinnaker su Team New Zealand, quest'ultimo si è danneggiato. La manovra di sostituzione è stata catastrofica: mentre il secondo spinnaker era in preparazione, il primo danneggiato è "esploso" e il secondo si è messo a sventolare in testa all'albero. New Zealand ha dovuto issare un terzo spinnaker, recuperare i pezzi del primo ed abbandonare il secondo in mare tagliando la drizza che lo tratteneva. Alinghi nel frattempo ne ha approfittato per passare in testa guadagnando 38 secondi in un solo lato di poppa. Nelle ultime due tratte Alinghi ha controllato efficientemente l'avversario. La gara è terminata alle 16:22:26.
La sesta regata, partita regolarmente alle 15:00:00, è stata caratterizzata da un vento piuttosto instabile in direzione e calante in forza. Alinghi ha gestito bene la fase di partenza mantenendo la destra. Durante la prima bolina il vento è girato verso sinistra permettendo a New Zealand di passare in testa alla prima boa. Durante la prima poppa la situazione è restata stabile, ma nella seconda bolina, sfruttando ottimamente il vento e con alcune virate, Alinghi ha passato Team New Zealand. Nell'ultima tratta, di poppa, New Zealand ha cercato di attaccare avvicinandosi pericolosamente ed il vento è calato, ma Alinghi ha mantenuto la posizione vincendo così la sesta regata. La gara è terminata alle 16:40:12.

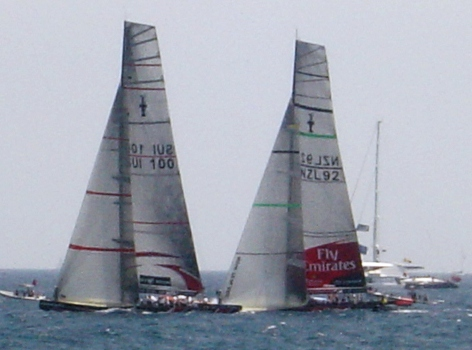
SUI 100 e NZL 92

La settima regata prevista per il 1º luglio è stata annullata e rinviata a causa del vento debole ed instabile. La regata si è quindi svolta il 3 luglio, è partita regolarmente alle 15:00:00, con vento attorno ai 15 nodi. Dopo una partenza di leggermente migliore, nella prima tratta di bolina New Zealand ha guidato la regata, ma alla boa, grazie a un attacco molto deciso, Alinghi è riuscita a passare in testa. Nella seconda tratta Alinghi ha condotto la regata. Alla porta New Zealand è riuscita a superare Alinghi grazie a una miglior scelta di spinnaker. La seconda bolina è stata molto simile alla prima con Alinghi costretta ad inseguire, alla terza boa un attacco di New Zealand e una contro difesa di Alinghi ha portato Alinghi in testa e provocato una penalità ai danni di New Zealand. Nell'ultima tratta poppa Alinghi ha condotto con un vantaggio di circa 100 metri, ma a pochi metri dall'arrivo vi è stato un calo repentino del vento che ha causato un problema al tangone di Alinghi e ha costretto i due team ad ammainare lo spinnaker; New Zealand è riuscita a recuperare e ad avvantaggiarsi leggermente, ma per scontare la penalità ha dovuto rallentare troppo e Alinghi grazie a una maggiore velocità è riuscita a tagliare il traguardo con un solo secondo di vantaggio. La regata è terminata alle 16:24:54.

### Risultati
| Imbarcazione azzurra      | Imbarcazione azzurra      | Imbarcazione gialla | Imbarcazione gialla       | Partenza | Partenza | 1ª Boa di bolina | 1ª Boa di bolina | Cancello di poppa | Cancello di poppa | 2ª Boa di bolina | 2ª Boa di bolina | Fine | Fine  |
| ------------------------- | ------------------------- | ------------------- | ------------------------- | -------- | -------- | ---------------- | ---------------- | ----------------- | ----------------- | ---------------- | ---------------- | ---- | ----- |
| Regata 1 - 23 giugno 2007 |                           |                     |                           |          |          |                  |                  |                   |                   |                  |                  |      |       |
| SUI 100                   | Alinghi                   | NZL 92              | Emirates Team New Zealand |          | 00:01    |                  | 00:13            |                   | 00:20             |                  | 00:14            |      | 00:35 |
| Regata 2 - 24 giugno 2007 |                           |                     |                           |          |          |                  |                  |                   |                   |                  |                  |      |       |
| NZL 92                    | Emirates Team New Zealand | SUI 100             | Alinghi                   |          | 00:03    |                  | 00:19            |                   | 00:13             |                  | 00:15            |      | 00:28 |
| Regata 3 - 26 giugno 2007 |                           |                     |                           |          |          |                  |                  |                   |                   |                  |                  |      |       |
| SUI 100                   | Alinghi                   | NZL 92              | Emirates Team New Zealand |          | 00:08    |                  | 01:23            |                   | 01:02             |                  | 00:15            |      | 00:25 |
| Regata 4 - 27 giugno 2007 |                           |                     |                           |          |          |                  |                  |                   |                   |                  |                  |      |       |
| NZL 92                    | Emirates Team New Zealand | SUI 100             | Alinghi                   |          | 00:01    |                  | 00:20            |                   | 00:34             |                  | 00:25            |      | 00:30 |
| Regata 5 - 29 giugno 2007 |                           |                     |                           |          |          |                  |                  |                   |                   |                  |                  |      |       |
| SUI 100                   | Alinghi                   | NZL 92              | Emirates Team New Zealand |          | 00:05    |                  | 00:12            |                   | 00:26             |                  | 00:24            |      | 00:19 |
| Regata 6 - 30 giugno 2007 |                           |                     |                           |          |          |                  |                  |                   |                   |                  |                  |      |       |
| NZL 92                    | Emirates Team New Zealand | SUI 100             | Alinghi                   |          | 00:00    |                  | 00:14            |                   | 00:11             |                  | 00:16            |      | 00:28 |
| Regata 7 - 3 luglio 2007  |                           |                     |                           |          |          |                  |                  |                   |                   |                  |                  |      |       |
| SUI 100                   | Alinghi                   | NZL 92              | Emirates Team New Zealand |          | 00:00    |                  | 00:07            |                   | 00:14             |                  | 00:12            |      | 00:01 |

|                           | Regata 1 | Regata 2 | Regata 3 | Regata 4 | Regata 5 | Regata 6 | Regata 7 |        |
| Team                      | 23.06    | 24.06    | 26.06    | 27.06    | 29.06    | 30.06    | 03.07    | Totale |
| ------------------------- | -------- | -------- | -------- | -------- | -------- | -------- | -------- | ------ |
| Alinghi                   | 1        | 0        | 0        | 1        | 1        | 1        | 1        | 5      |
| Emirates Team New Zealand | 0        | 1        | 1        | 0        | 0        | 0        | 0        | 2      |